# Ahasverus von Lehndorff (1829-1905)
Le comte Heinrich Ahasverus Otto Magnus von Lehndorff, né le 1er avril 1829 à Königsberg et mort le 24 avril 1905 au château de Preyl à Wargen en province de Prusse-Orientale, est un général prussien.

## Biographie

### Carrière militaire
Lehndorff étudie au lycée de Kneiphof à Königsberg et l'académie de chevalerie de Brandebourg-sur-la-Havel. Après s'être installé à Pâques 1848 comme étudiant à l'université de Königsberg, il s'engage dans le 5e régiment de cuirassiers de l'armée prussienne. Fin janvier 1850, il est agrégé au régiment des Gardes du Corps avec une promotion de sous-lieutenant, et est commissionné dans le régiment en mai 1851. Lehndorff est diplômé de l'école d'équitation militaire d'octobre 1853 à mars 1854, et est chargé d'accompagner le prince Georges de Prusse lors d'un voyage balnéaire en 1854 et 1856. À la fin de mai 1859, Lehndorff est promu Rittmeister. Le 3 avril 1866, il est nommé adjudant d'aile du roi Guillaume Ier et deux mois plus tard, il devient major. À ce titre, Lehndorff prend part à la guerre contre l'Autriche lors de la bataille de Königgrätz et reçoit la croix de chevalier de l'ordre de la maison royale de Hohenzollern avec des épées.
Promu entre-temps au rang de lieutenant-colonel, Lehndorff est chargé à l'automne 1869 d'accompagner le prince héritier Frédéric dans son voyage en Orient. En 1870/71, il participe aux batailles de Saint-Privat et de Sedan ainsi qu'au siège de Paris au Grand Quartier général pendant la guerre contre la France. Décoré de la croix de fer de deuxième classe, il devient colonel après la conclusion de la paix à la mi-août 1871, et à la mi-juin 1872, il reçoit le grade et les charges de commandant de régiment.
En 1874, il est promu major général à la suite et commandant de la gendarmerie du Corps (de). Lehndorff est nommé adjudant général de l'empereur Guillaume Ier le 22 mars 1885 et, deux ans plus tard, il est décoré de l'ordre de l'Aigle rouge de première classe avec feuilles de chêne et du ruban émaillé de l'ordre de la Couronne avec épées sur l'anneau. Après la mort de Guillaume, Lehndorff est transféré à son successeur Frédéric III en tant qu'adjudant général le 22 mars 1888. Le 14 avril 1888, il est promu général de cavalerie et le 27 juin 1888, il est mis à disposition avec pension et en même temps transféré aux adjudants généraux de l'empereur Guillaume II qui ne sont pas en service. Ce dernier lui a confie à plusieurs reprises des tâches particulières. Ainsi, Lehndorff participe en 1891 aux funérailles du grand-duc Nicolas à Saint-Pétersbourg et en 1892 à la réouverture de l'église du château de Wittemberg. En reconnaissance de ses mérites, il reçoit la Grand Croix de l'Ordre de l'Aigle Rouge avec feuilles de chêne et épées et de l'Ordre de l'Aigle noir avec chaîne.

### Vie privée
Heinrich est le fils du lieutenant général prussien Karl von Lehndorff (1770-1854) et de son épouse Pauline, née la comtesse von Schlippenbach (de) (1805-1871). Son frère aîné Karl (1826-1883) est député du Reichstag, le jeune frère Georg (1833–1914) est chef des écuries.
Le général von Lehndorff est aussi un grand propriétaire terrien. La famille von Lehndorff possède d’immenses domaines en province de Prusse-Orientale en Sambie (arrondissement de Fischhausen) et en Mazurie. La branche aînée demeure au château de Steinort et la branche cadette qu’il fonde, la branche Lehndorff-Preyl, possède des domaines dans les environs de Wargen. Il y fait construire le château de Preyl en 1894, au bord du Mühlenteich (étang du moulin), à 16 kilomètres à l’ouest de Königsberg. L’imposant château est édifié en style néorenaissance avec une grande tour d’angle et, du côté du parc, deux immenses pignons à échelons de chaque côté de la façade. Le domaine de Preyl (appelé Preuel du temps des chevaliers teutoniques) était au départ un Vorwerk (de) (domaine mixte) des terres de Warglitten. Le domaine de Warglitten-Preyl appartient à la famille avec les terres de Landkeim, Lehndorf, et Regitten avec Greibau, formant un ensemble de 1 200 hectares. Il est membre de la chambre des seigneurs de Prusse à partir de 1894.
Le comte von Lehndorff épouse la comtesse Margarete von Kanitz (de) (dont la famille est propriétaire des terres de Wargen depuis le XVIe siècle), née le 6 mars 1858 à Podangen dans l'arrondissement de Preußisch Holland (de) et morte le 30 juillet 1928 à Kalittken (en) dans l'arrondissement de Rosenberg-en-Prusse-Occidentale. De ce mariage sont issus :
- Manfred von Lehndorff, né le 4 juillet 1883 à Rohrbeck, dans l'arrondissement de Königsberg-en-Nouvelle-Marche (de), et mort le 23 novembre 1962 au haras de Röttgen (de), près de Cologne ;
- Pauline von Lehndorff, née le 20 avril 1889.

Le château de Preyl est entièrement incendié et détruit en janvier 1945 et il n’en reste plus rien.